# Carrozzeria Ghia

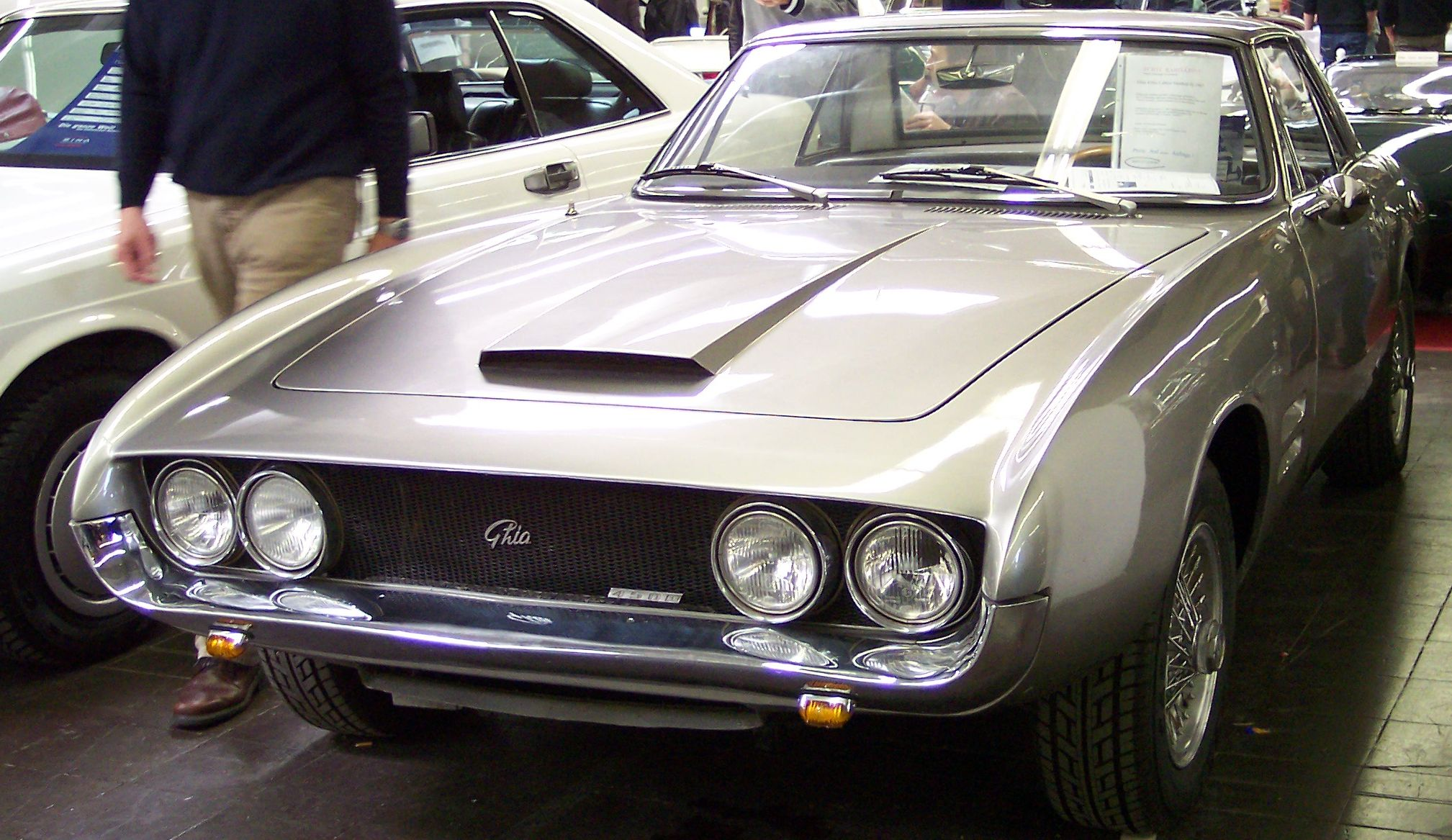
Ghia 450

Ghia (Carrozzeria Ghia SpA) – włoskie przedsiębiorstwo projektujące nadwozia samochodów.
Założone w 1915 r. w Turynie przez Giacinto Ghia (1887-1944). W latach 1918–1944 założyciel firmy projektował karoserie samochodów dla Alfa Romeo, Fiata, i Lancii. Pod koniec II wojny światowej zakład został zniszczony. Załamany właściciel próbował odbudować firmę, ale przeszkodziła mu w tym śmierć. Po wojnie firma projektowała nadwozia m.in. dla Chryslera, Ferrari i Volkswagena. Najsłynniejszym samochodem zaprojektowanym przez Ghia jest VW Karmann Ghia Typ 14. Ghia zawsze projektowało nadwozia w krótkich seriach. W latach siedemdziesiątych przejęta przez Ford Motor Company.
Obecnie Ghia jako dział Forda projektuje różnego rodzaju samochody koncepcyjne. Dodatkowo znaczek "Ghia" umieszczany jest na specjalnych, bardziej luksusowych edycjach samochodów marki Ford.